# Муттазім Білла Каддафі
Муттазім-Білла Каддафі (араб. مُعْتَصِمٌ بِٱللهِ ٱلْقَذَّافِيّ також вимовляється Мутассім або Ель-Му́тасім ; 18 грудня 1974, Триполі, — 20 жовтня 2011, Сирт) — офіцер лівійської армії, радник Служби Держбезпеки Лівії з 2010 року. Четвертий син лідера Лівійської Джамахірії полковника Муаммара Каддафі входив до найближчого його оточення.
У квітні 2009 року Мутазим зустрівся з держсекретарем США Гілларі Клінтон, що ознаменувало найвищий рівень двосторонніх лівійсько-американських відносин з моменту їх встановлення кількома роками раніше. Для Муттазіма це стало серйозним успіхом, що передував його призначенню радником Служби державної безпеки. Серед багатьох чиновників існує думка, що він «не особливо відрізняється інтелектуальним розвитком». За словами чиновників, він «оголошує заготовлені для нього тексти, що стосуються питань національної безпеки». Бувши радником Національної безпеки, він пролобіював виділення 1,2 мільярда доларів у Національної Нафтової Корпорації для створення власного батальйону спецпризначення.
У 2009 році Муттазім зустрівся з сенаторами Джоном Маккейном та Джоу Ліберманом, яким заявив про необхідність військової підтримки Лівії. За словами Муттазіма, «На захід від нас проживає 60 мільйонів алжирців, зі сходу від нас проживає 80 мільйонів єгиптян, поряд з нами Європа, і з півдня від нас проблемний африканський регіон Субсахара». Його цікавило переоснащення лівійських збройних сил. Лівія закуповувала озброєння у Росії та Китаю, але Муттазіма цікавила закупівля американського обладнання.

## Можливий спадкоємець
Повідомляється, що Муттазім жив у Єгипті, при цьому будучи можливим спадкоємцем влади. Повернувшись, він отримав призначення радником держбезпеки, що узгоджено з високопоставленими військовими. У 2009 році, ім'я Муттазіма називалося у зв'язку зі смертю Ібн-Шейха аль-Лібі, про що йшлося в статті однієї з лівійських газет — Оея, виданої за згодою Саїфа аль-Іслам Каддафі.

## Роль у громадянській війні
Під час громадянської війни Муттазім командував лояльними М. Каддафі військами в районі Бреги під час третьої та четвертої битв за Брегу навесні-літом 2011 року. Його рахунки були заморожені, а в'їзд в інші країни був заборонений через зв'язки з найближчим оточенням Муаммара Каддафі. Згідно з однією з відеозйомок він міг керувати мінуванням місцевості навколо Бреги.
Як стверджують оглядачі, під час битви за Триполі Муттазім міг перебувати в Баб-аль-Азізії, звідки здійснювалося командування військами, що залишилися лояльними Каддафі. Тим не менш, після взяття повстанцями комплексу ні самого Муттазіма, ні слідів його перебування в Баб-аль-Азізі виявлено не було.
На переконання членів та прихильників Перехідної ради, Муттазім міг перебувати в Сирті, бої за який почалися в середині вересня 2011 року. Так, 26 вересня військовий представник ПНС Ахмед Бані повідомив, що була перехоплена телефонна розмова між Муттазимом Каддафі, керуючим обороною Сірта, та його братом, Саїфом аль-Ісламом Каддафі, який перебував у Бені-Валіді.
13 жовтня повстанці заявили, що зловили Муттазіма, коли він спробував зі своєю сім'єю залишити Сирт. Повідомлялося, що його переправили до Бенгазі, де допитують, проте пізніше ця інформація була спростована.

## Смерть
20 жовтня, під час взяття Національною армією Сирта, Муттазім Каддафі спробував прорватися з міста. Спершу надходила інформація про його можливе взяття в полон. Репортер Reuters повідомляв, що бачив його пораненим, але живим. Однак пізніше телеканал SkyNews повідомив, що він, як і його батько Муаммар Каддафі, був убитий. У Перехідному лівійському уряді підтвердили факт смерті Муттазіма Каддафі.
21 жовтня було опубліковано відеозйомку, зроблену солдатом військ ПНР, на якій можна побачити Муттазіма Каддафі, що потрапив у полон. Син Каддафі, який відпустив під час боїв у Сирті бороду, одягнений у камуфльовані армійські штани та майку, а також має рани на обличчі, руках, тулубі, численні порізи. Закривавлена майка і деяка його повільність свідчить, що він контужений. На відеокадрах і фотографіях, опублікованих французьким інформагентством AFP видно, що він сидить на лежаку, який постелено на підлозі, і палить цигарку. На зроблених трохи пізніше фотографіях, які були опубліковані саудівським телеканалом Al Arabiya видно, що Муттазім Каддафі лежить вже мертвий на лікарняному ліжку із раною, що зяє, в нижній частині горла. На кадрах, де він живий, видно, що ці рани у нього були відсутні.
Ймовірно, після зйомок, Муттазім Каддафі, був страчений, що підтверджується результатами розслідування міжнародної правозахисної організації Human Rights Watch.